# Врело-Босне
Врело-Босне (сербохорв. Vrelo Bosne — громадський парк біля річки Босна в передгір'ях гори Ігман на околиці Сараєва, столиці Боснії і Герцеговини.

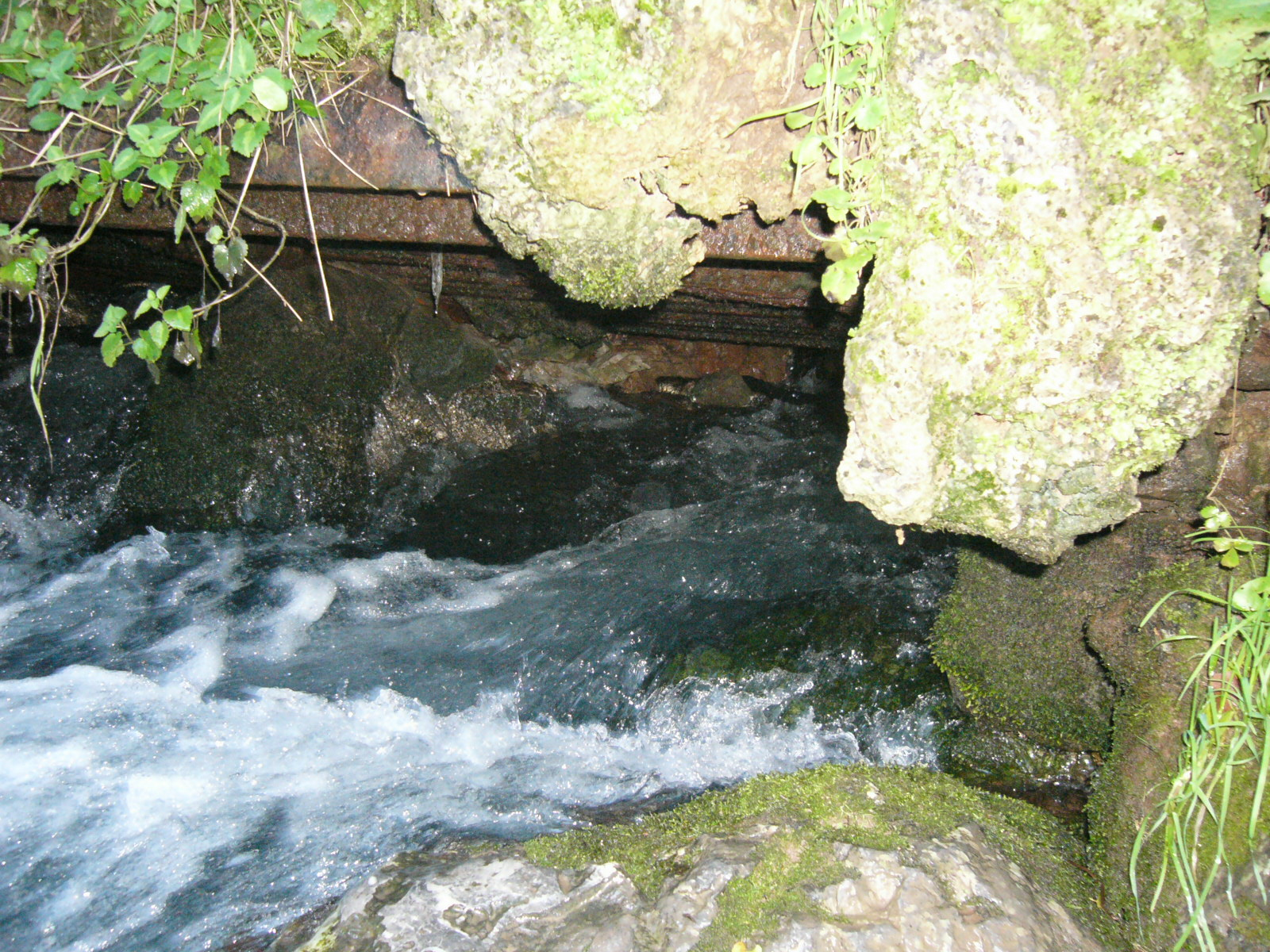
Босна під горою навесні

## Історія
Парк «Врело-Босне», розташований в муніципалітеті Іліджа, є популярною природною визначною пам'яткою країни. Через річку Босна поблизу парку перекинуто Римський міст. Міст побудований близько 1530 і 1550 років зі справжніх римських каменів і руїн мосту, який стояв тут ще за часів Римської імперії і використовувався римлянами для переходу через річку в село Aquae Sulphurae.
Навесні вода в річці настільки чиста, що навіть придатна для пиття. Щорічно парк Врело-Босне відвідує понад 60 000 туристів.
Відвідувачі прогулюються по парку пішки або роз'їжджають в візках на конях по трикілометровій головній алеї. На алеї збудовані будівлі  Австро-Угорської епохи.
Під час Боснійської війни парк не охоронявся, через що, багато дерев було зрубано і використано для опалення місцевими жителями. У 2000 році парк був відновлений до колишнього вигляду місцевою молоддю під керівництвом міжнародної екологічної організації.
Збірна команда Боснії і Герцеговини з футболу перед матчами часто проводить тренування в парку. Футболісти і тренерський штаб зупиняються на час тренувань у готелі «Герцоговина» (англ. Hotel Hercegovina).

## Галерея

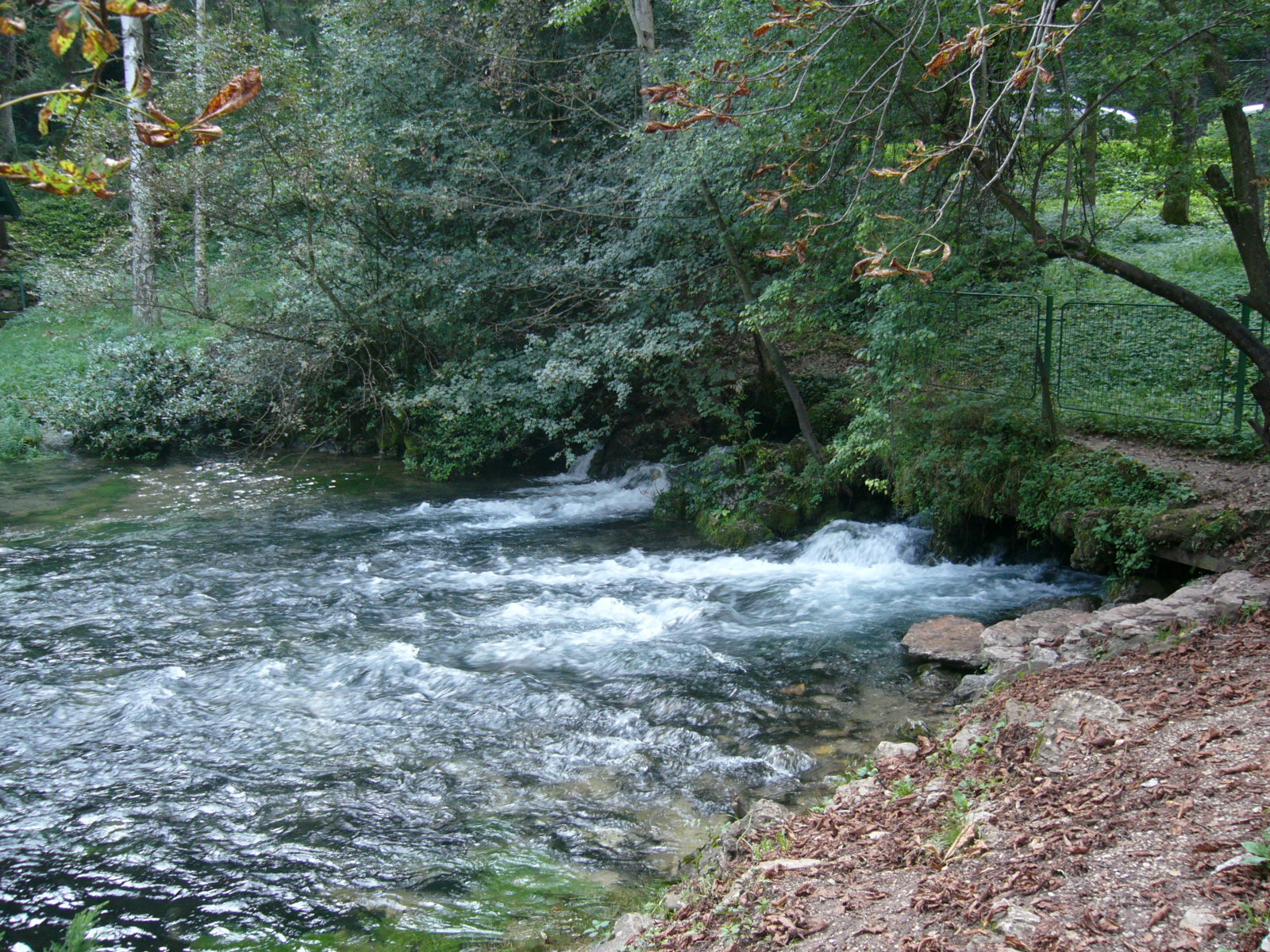
Весняна річка. Сараєво.
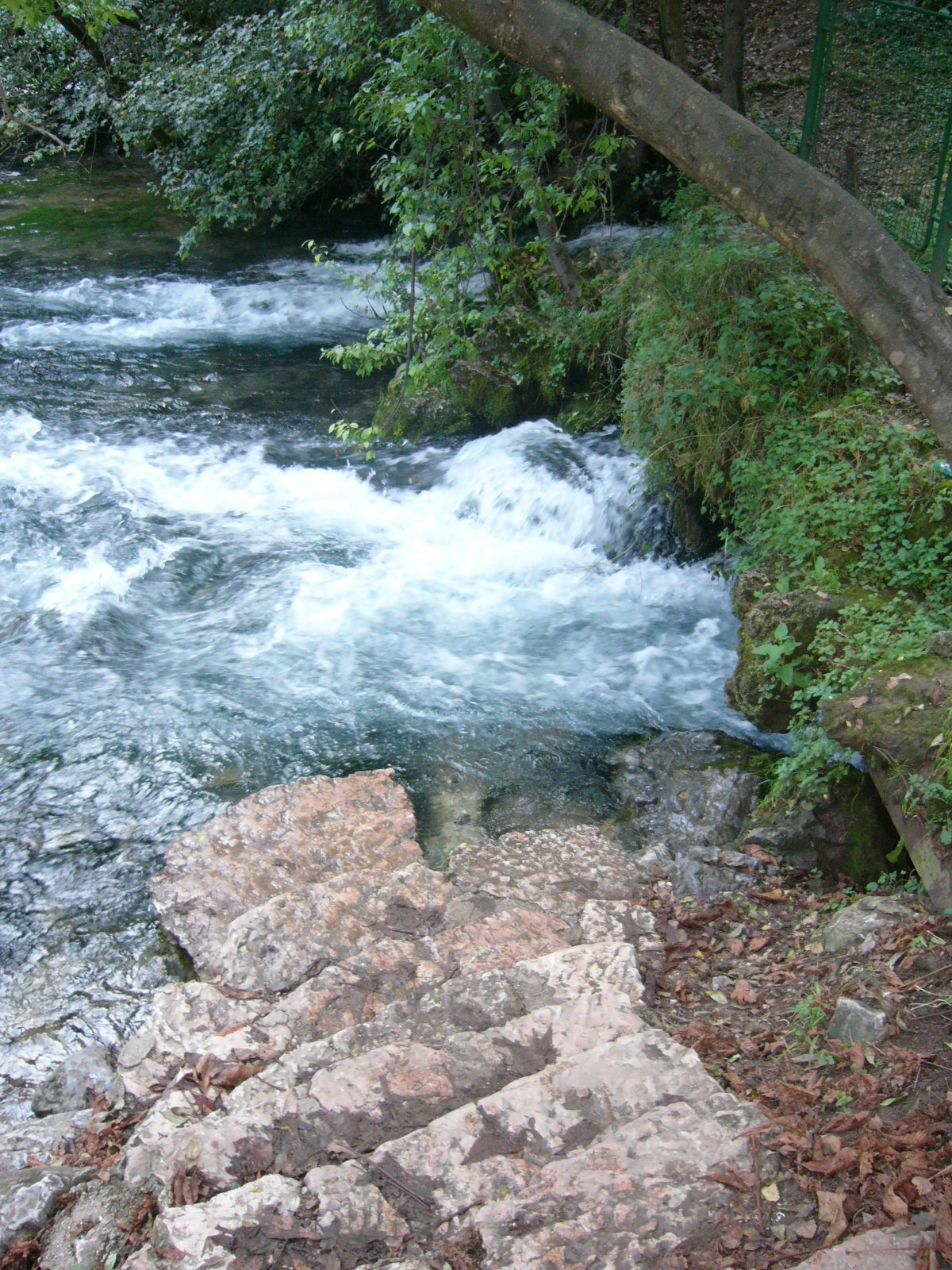
Весняна річка Босна. Сараєво.
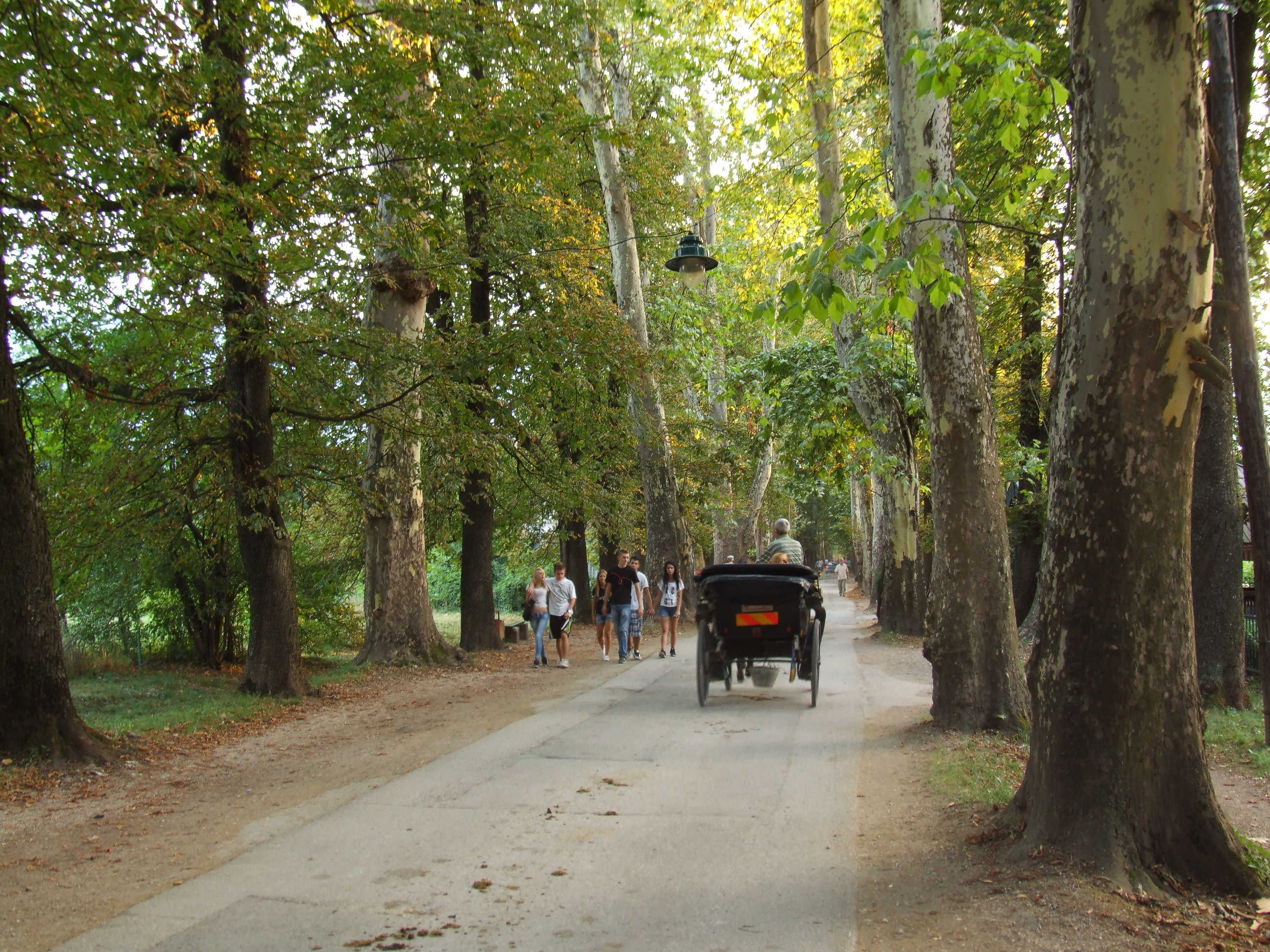
Кінний візок (Головна алея)
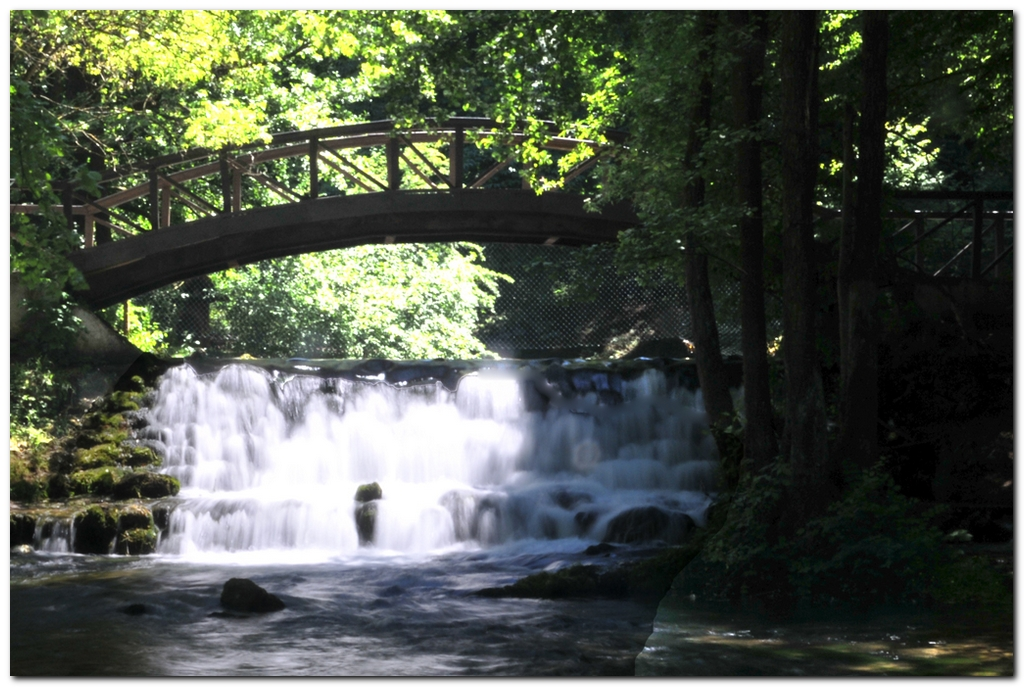
Міст Врело-Босне
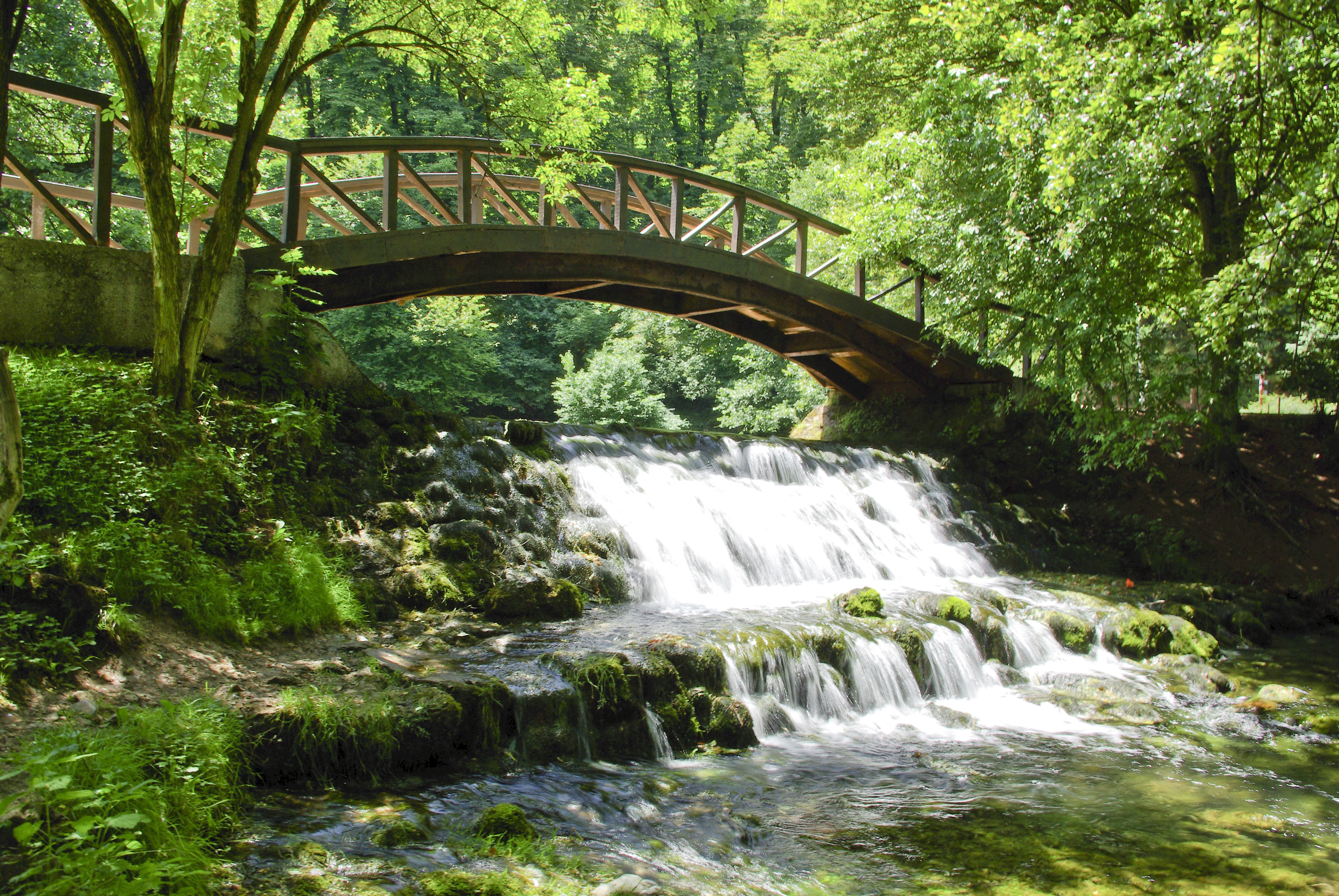
Міст Врело-Босне
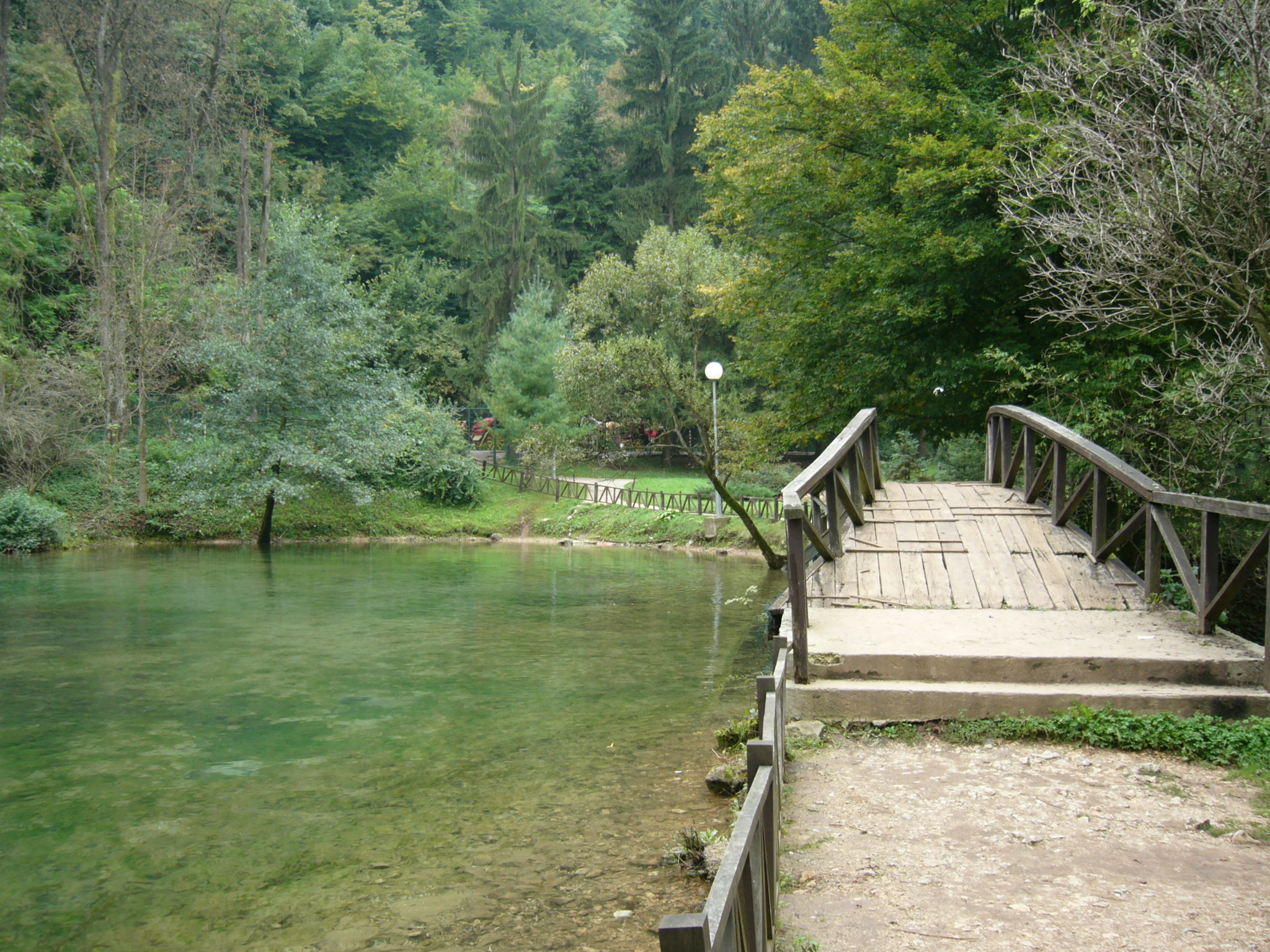
Парк Врело-Босне
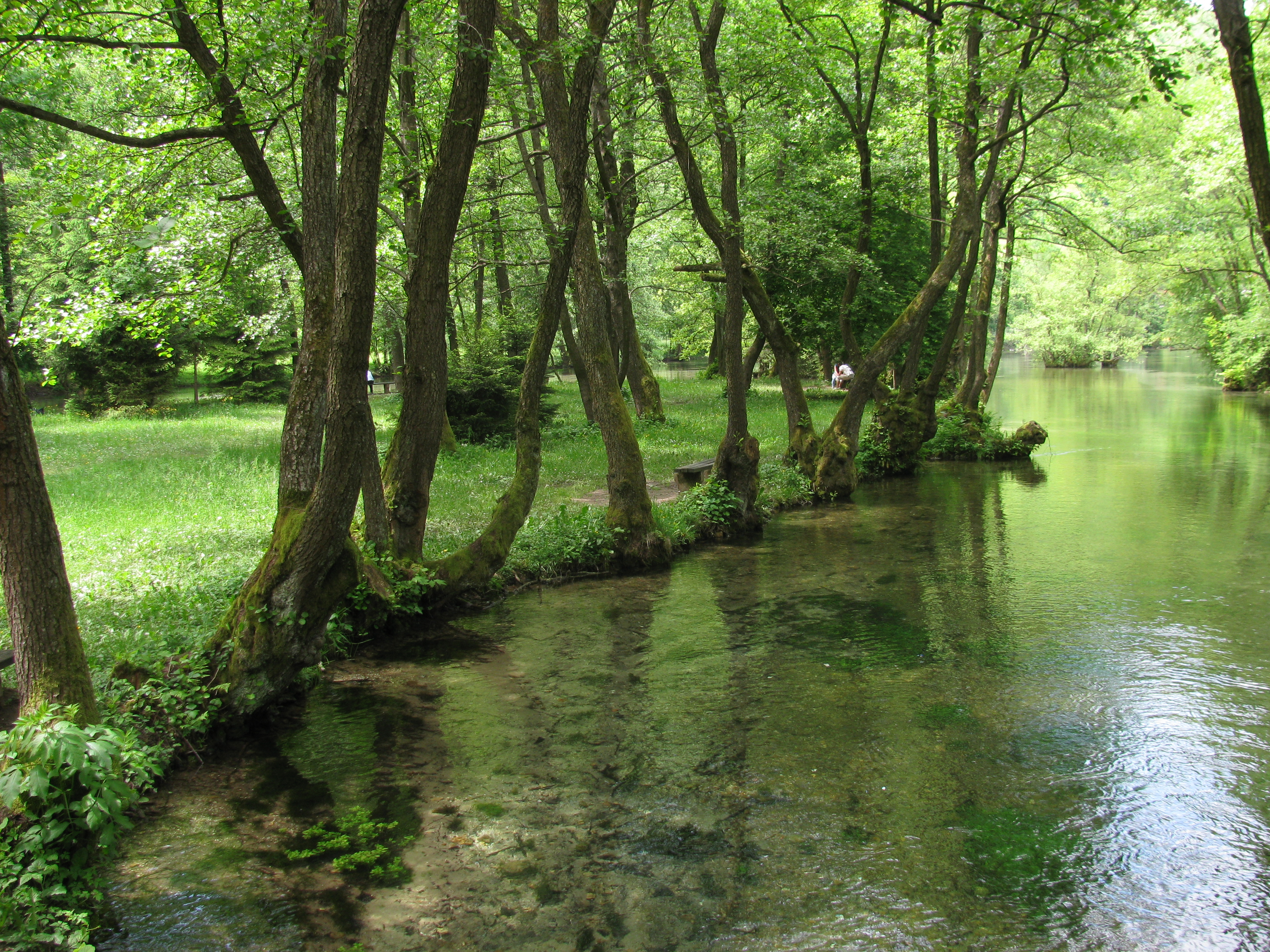
Парк Vrelo Bosne (літо 2010)
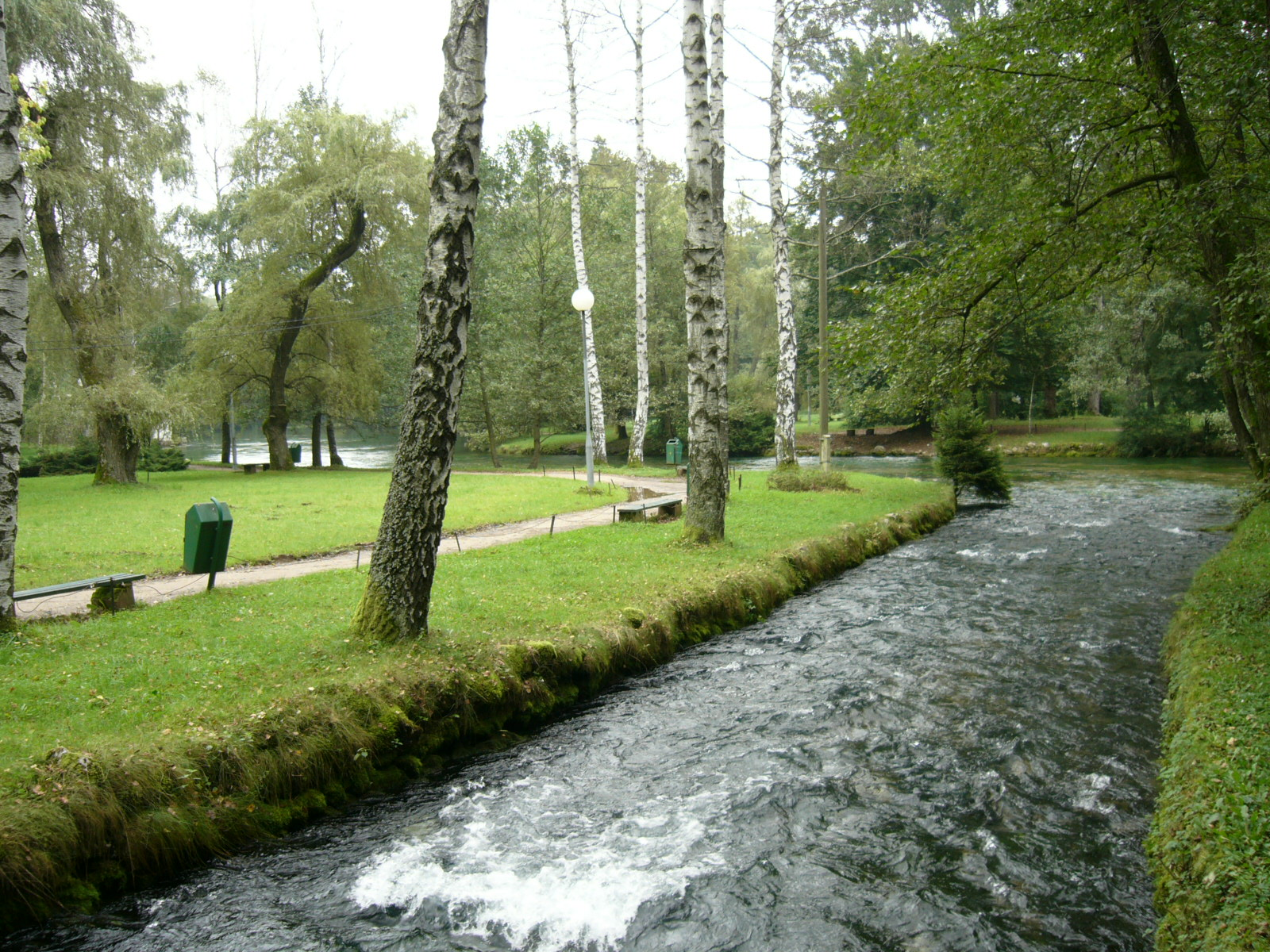
Річка Босна в парку Врело-Босне
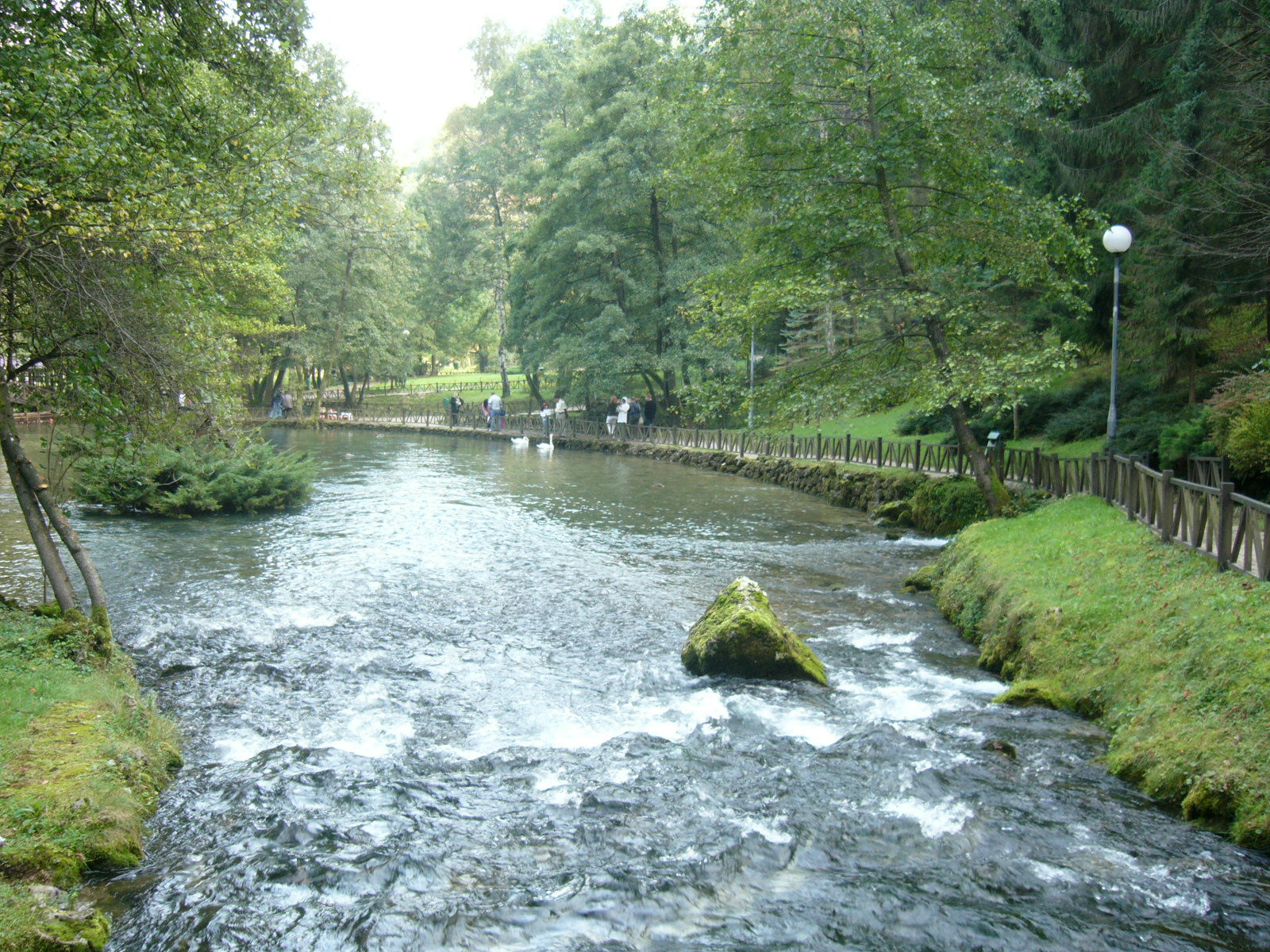
Річка Босна, Сараєво (2005)
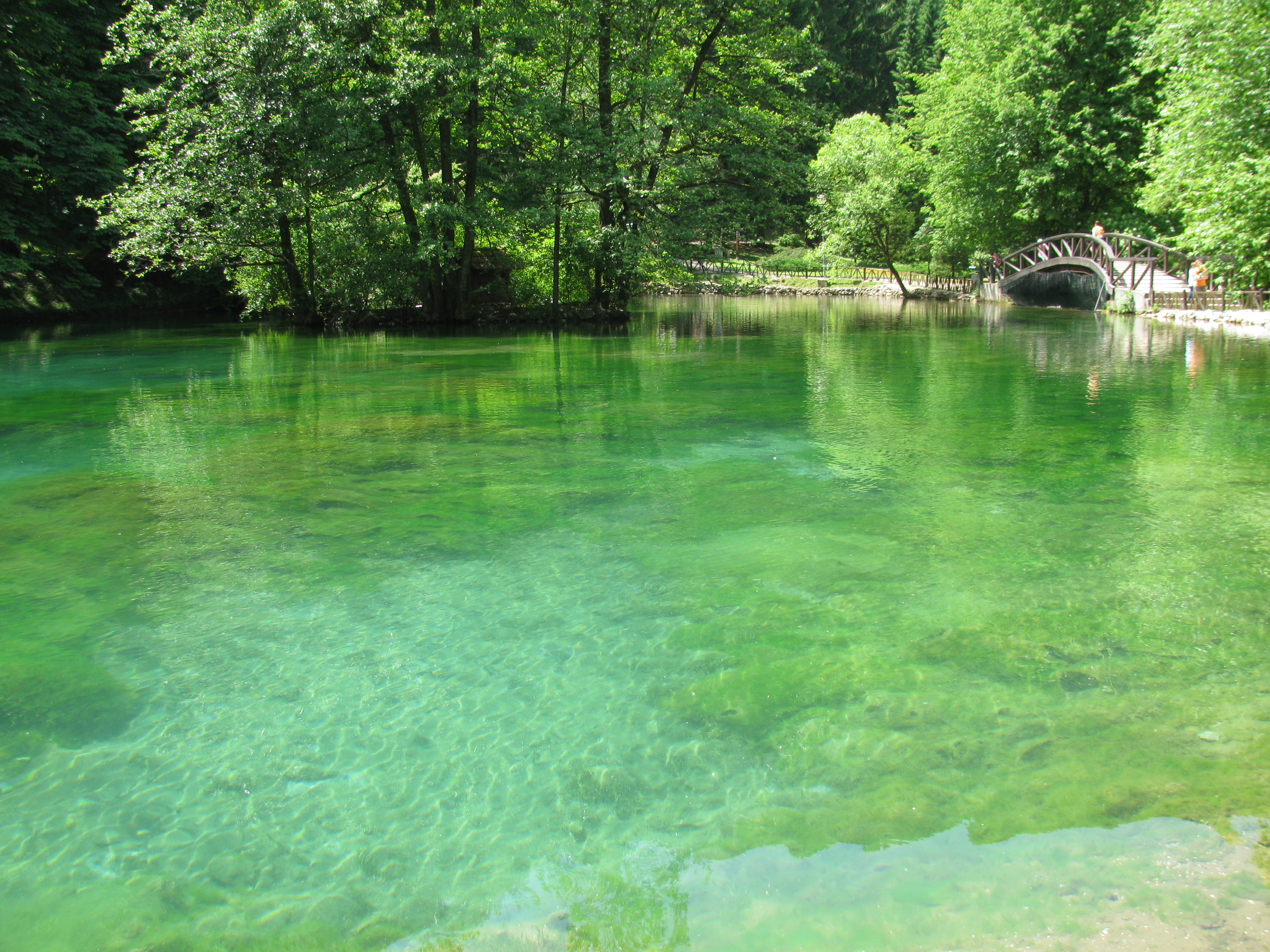
Парк Врело-Босне (2010)